# Adrian Germanus
Adrian Germanus (ur. 22 września 1955 w Hanowerze) – niemiecki florecista reprezentujący NRD, dwukrotny medalista mistrzostw świata.
Podczas mistrzostw świata w Wiedniu w 1983 roku reprezentanci NRD w składzie: Adrian Germanus, Klaus Kotzmann, Hartmuth Behrens i Jens Howe zdobyli srebrny medal w zawodach drużynowych. W rywalizacji drużynowej zdobył także brązowy medal na mistrzostwach świata w Sofii trzy lata później.
Na igrzyskach olimpijskich w Moskwie w 1980 roku zajął czwarte miejsce w zawodach drużynowych. Brał również udział w igrzyskach olimpijskich w Seulu w 1988 roku, gdzie we florecie drużynowym ponownie był czwarty.
Po zakończeniu kariery został trenerem, między innymi w klubie TSV Tettnang.